# Heinkel He 118
Le Heinkel He 118 est un prototype allemand de bombardier en piqué monoplan, qui perdit la compétition avec le Junkers Ju 87 Stuka en 1936 et ne fut jamais commandé par la Luftwaffe.

## Conception
Conçu par les frères Günter (en), le He 118 partageait de nombreuses solutions techniques avec d'autres avions conçus par les mêmes ingénieurs durant cette époque, notamment les ailes elliptiques et les surfaces de queue arrondies. C'était d'une certaine manière une version en aluminium du Heinkel He 70 Blitz à construction mixte, renforcée pour le bombardement en piqué.
C'était un monoplan cantilever classique avec des ailes de mouettes inversées de forme elliptique médianes. Il était considérablement plus aérodynamique que son concurrent Junkers Ju 87, avec un train d'atterrissage rétractable et une soute à bombes interne.
Mais lors des essais, il fut découvert que l'angle de piqué maximal de l'avion était de seulement 50°. Sa conception le limitait à un rôle similaire à l'attaque au sol comme le Henschel Hs 123 plutôt qu'à du véritable bombardier en piqué comme le Junkers 87. Il devait bombarder sous un angle faible, technique appelée "bombardement plané", avec un second membre d'équipage servant de bombardier. En juin 1936, Ernst Udet utilisa le He 118 sur un vol d'essai, mais après avoir commencé son piqué à 13 000 pieds, l'hélice se mit soudainement en drapeau, ce qui désintégra le He 118, obligeant Udet à sauter en parachute. 
Le Junkers 87 démontra sa capacité à piquer à 90 degrés sans soucis à plusieurs reprises, ce qui lui fit gagner le contrat.

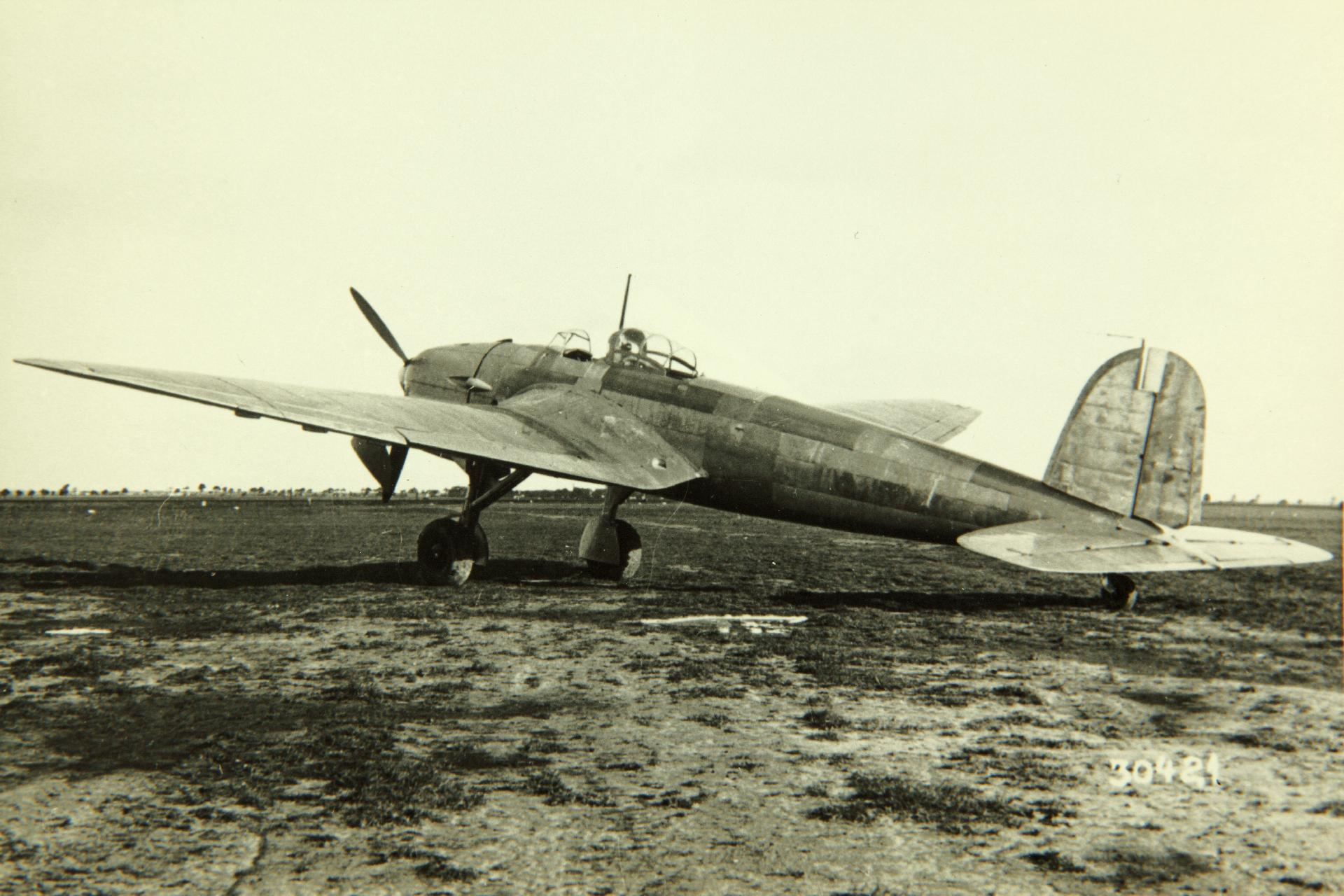

## Engagements
Des 15 He 118 construits, deux exemplaires furent envoyés au Japon et désignés DXHe, mais ils furent détruits durant les essais. Les spécifications 13-Shi (1939) qui conduisirent au bombardier en piqué embarqué Yokosuka D4Y Suisei furent inspirées par le He 118, même si les deux avions ont finalement très peu en commun.
Heinkel utilisa un autre exemplaire comme banc d'essai volant pour le moteur à réaction Heinkel HeS 3, suspendu sous son fuselage. Le pilote s'envolait et se posait avec le moteur à pistons du He 118, mais en juillet 1939 il volait avec le moteur à réaction seul après l'avoir démarré en vol. Cela fait du Heinkel 118 le premier avion au monde à voler avec un moteur à réaction. Le mois suivant, le Heinkel He 178 équipé du même moteur effectua le premier vol complet (du décollage à l’atterrissage) avec un moteur à réaction.

## Variantes
- He 118 : Prototype de bombardier en piqué.
- He 118A-1 : 8 avions de production, propulsé par un moteur Daimler-Benz DB 600C de 850 ch.
- DXHe1: Deux He 118 mis à disposition du service aérien de la Marine impériale japonaise pour évaluation en 1938.

## Mentions dans la culture populaire
- Dans la première version de l'album d'Hergé Le Sceptre d'Ottokar paru en 1939, Tintin s'échappe de Bordurie en dérobant un avion de chasse directement inspiré du Heinkel He 118[1].

## Opérateurs
Japon
- Service aérien de la Marine impériale japonaise